# 花小町の水ものラジオ
花小町の水ものラジオはインターネットラジオ番組。

## 概要
- 毎月5日・20日頃に更新
- 音泉などで配信。
- 2006年09月20日放送の第12回をもって第1シーズン終了が宣言されて再開を前提にした一時休止に入ったが、2006年10月末にHP上にて突然番組の終了と三人のユニット「花小町」の解散が告知された。

## パーソナリティ
- 樹元オリエ
- 月本皇子
- 夏目久美

## コーナー
- 電子書簡のお時間
- オリエのお江戸探索
- 皇子の迷宮図書館
- 夏目久美の久美しんぼう万歳！

| スタブアイコン | サブスタブ | この項目は、まだ閲覧者の調べものの参照としては役立たない、ラジオ番組に関連した書きかけの項目です。この項目を加筆・訂正などしてくださる協力者を求めています（P:ラジオ/PJ:放送番組）。 |